# Hydrocyphon taiwanus
Hydrocyphon taiwanus es una especie de coleóptero de la familia Scirtidae.

## Distribución geográfica
Habita en Taiwán.